# Comitato jugoslavo
Il Comitato jugoslavo (in lingua croata: Jugoslavenski odbor - in serbo Југословенски одбор) talvolta noto in Italia come "Comitato sud slavo" o "Comitato degli slavi del sud", fu un gruppo di interessi sud slavo (jugoslavo) che iniziò a riunirsi segretamente sin dal 1914 e fondato ufficialmente il 30 aprile 1915 a Londra durante la prima guerra mondiale.
I suoi membri fondatori includevano:
- Frano Supilo
- Ante Trumbić
- Ivan Meštrović
- Hinko Hinković
- Franko Potočnjak
- Nikola Stojanović
- Dušan Vasiljević

Il Comitato jugoslavo si proponeva la creazione di uno Stato unitario che comprendesse tutte le popolazioni slave meridionali (dette anche "sud slave" o "jugoslave") e composte da croati, serbi, sloveni, macedoni e montenegrini allora divise tra Regno di Serbia, Regno del Montenegro ed Impero austro-ungarico.
Suo principale risultato fu la firma, assieme al Regno di Serbia, della cosiddetta dichiarazione di Corfù sottoscritta il 20 luglio 1917.
Il 29 ottobre 1918 il Consiglio nazionale degli sloveni, croati e serbi ruppe ogni relazione con l'Austria-Ungheria, stabilendo il nuovo Stato degli Sloveni, Croati e Serbi, riconosciuto soltanto dall'imperatore Carlo ma non dalla comunità internazionale, che invece fino alla fine della prima guerra mondiale (4 novembre 1918 con l'Italia) ne ignorava l'esistenza, mentre riconosceva il solo Comitato jugoslavo che godeva tra l'altro di grandi simpatie del presidente statunitense Woodrow Wilson, il quale osteggiò in ogni modo l'attuazione del Patto di Londra e le mire espansioniste italiane sui Balcani.
Con la formazione del Regno dei Serbi, Croati e Sloveni, il 1º dicembre 1918, nato dall'unione del Regno di Serbia con quello del Montenegro e lo Stato degli Sloveni, Croati e Serbi, il compito del comitato jugoslavo poteva dirsi concluso.